# Barbier commun
Anthias anthias
Espèce
Le barbier commun, Anthias anthias, est habituellement classé parmi les Serranidés, vaste famille qui regroupe les mérous au sens large du terme. En raison de sa petite taille et d'un certain nombre de caractères morphologiques particuliers, il est parfois placé dans une famille à part: les Anthiidés.
Parmi les traits communs à de nombreuses espèces on peut citer les coloris très vifs où domine le rouge, surtout chez les mâles: une bande oblique et colorée allant des yeux vers les pectorales; le troisième rayon de la première dorsale plus allongé et tout particulièrement développé chez les mâles en un long filament ; les ventrales impressionnantes, parfois même démesurément développées, principalement chez les mâles, atteignant l'anale.
Les barbiers vivent de préférence en bancs importants à proximité du fonds et méritent par conséquent le nom commun de "Groupers", qui est souvent attribué aux serrans dont les jeunes des espèces de grande taille vivent le plus souvent en groupes alors que les adultes mènent de préférence une vie solitaire.
Les barbiers se nourrissent essentiellement d'animalcules planctoniques, se réfugiant à la moindre alerte parmi les crevasses et les grottes du littoral.
Au moment de la reproduction les mâles, un peu à l'écart du banc, effectuent de spectaculaires parades nuptiales avec de curieux mouvements de culbute dans un plan vertical. Les œufs sont émis en pleine eau.